# اکثر ۲
اکثر ۲ (به هندی: Aksar 2) یا اغلب ۲ فیلمی محصول سال ۲۰۱۷ و به کارگردانی آنانت ماهادوان است. در این فیلم بازیگرانی همچون زرین خان، گاتام روده، آبهیناو شوکلا، اس. سرینات و لیلیت دوبی ایفای نقش کرده‌اند.
این فیلم دنباله فیلم اکثر می‌باشد.